# Бишофф, Ханс
Ханс Бишо́фф (нем. Hans Bischoff; 17 февраля 1852[…], Берлин — 12 июня 1889[…], Нидершёнхаузен, Панков) — германский пианист, наиболее известен изданием клавишных произведений Иоганна Себастьяна Баха.
Учился у Теодора Куллака и Рихарда Вюрста в Берлине. В 1873 году защитил докторскую степень по философии работой о Бернарт де Вентадорне, изучал языки и философию в Гёттингенском университете. С того же года, преподавал фортепиано и теорию в созданной Куллаком новой Академии музыки и позже в консерватории Штерна. Был активным концертирующим пианистом.
Наряду с произведением Баха, после смерти Куллака перерабатывал и редактировал его учебное пособие по игре на фортепиано. Книга выдержала несколько изданий на немецком языке и была опубликована на английском языке в США.
Скончался 12 июня 1889 года, был похоронен на Луизенштадтском кладбище в районе Кройцберг. Могила не сохранилась.

## Публикации
В качестве редактора, Бишофф отличался «феноменальной точностью», его критические заметки в газете Steingräber продолжают оказывать сильное влияние, он был одним из первых кто выносил важные варианты в сноски или предисловие; кроме того, написал два очерка: «Über die ältere französische Klavierschule» и «Über Joh. Kuhnaus Biblische Geschichten» и пр. Срв. Olga Stieglitz: «H. B.».